# Peckoltia vermiculata
Peckoltia vermiculata är en fiskart som först beskrevs av Steindachner, 1908.  Peckoltia vermiculata ingår i släktet Peckoltia och familjen Loricariidae. Inga underarter finns listade i Catalogue of Life.